# Nova Gajdobra
Nova Gajdobra (in serbo Нова Гајдобра?) è un villaggio della Serbia situato nella municipalità di Bačka Palanka, nel Distretto della Bačka Meridionale, nella provincia autonoma di Voivodina. La popolazione totale è di 1 409 abitanti (censimento del 2002), e la maggioranza della popolazione è di etnia serba.
| Controllo di autorità | VIAF (EN) 151336888 · LCCN (EN) n85163817 · J9U (EN, HE) 987007567140005171 |